# Brownleea
Brownleea é um género botânico pertencente à família das orquídeas, ou Orchidaceae. Trata-se do único gênero classificado na subtribo Brownleeinae e é composto por sete espécies terrestres, ocasionalmente epífitas, que existem principalmente nas áreas sujeitas às fortes chuvas de verão, no sul da África e em Madagascar, cinco espécies vivendo preferencialmente em campinas e duas em florestas.
Brownleea foi descrito em 1842 por William Henry Harvey que escolheu este nome em homenagem ao reverendo John Brownlee, o qual costumava enviar-lhe plantas.
São plantas de raízes tuberosas, ou levemente pubescentes, porém totalmente lisas no restante. O caule é recoberto por bainhas marrons com uma ou poucas folhas. A inflorescência é terminal com pequenas flores brancas ou rosadas que apresentam calcar, labelo minúsculo, duas polínias, e não ressupinam. Florescem no final do verão e supostamente são polinizadas por insetos Nemestrinidae.
Brownleea já esteve classificada na subtribo Disinae, mas análises moleculares recentes colocam-na em subtribo autônoma, caracterizada por apresentar espécies de plantas com flores de sépalas dorsais com calcar longo ou saquiforme e labelo estreito, quase linear, ereto e mais curto que a coluna, e pétalas dispostas junto à sépala dorsal formando uma espécie de capa.

## Espécies
1. Brownleea caerulea  Harv. ex Lindl. (1842)
2. Brownleea galpinii  Bolus (1893)
3. Brownleea macroceras  Sond. (1846)
4. Brownleea maculata  P.J.Cribb (1977)
5. Brownleea mulanjiensis  H.P.Linder (1985)
6. Brownleea parviflora  Harv. ex Lindl. (1842) - espécie tipo
7. Brownleea recurvata  Sond. (1846)